# Zaklada "Blažena Marija Petković"
Zaklada "Blažena Marija Petković" je hrvatska katolička zaklada za pomoć i školovanje siromašne i bolesne djece i mladih, za pomoć obiteljima s brojnom djecom, starijim osobama, te osobama slabijeg imovinskog stanja. 
Marija Petković je hrvatska redovnica proglašena blaženom. Najveću je radost vidjela u siromasima, odbačenima na rubu društva i prezrenima. U njima je prepoznavala lice Isusa patnika i radovala se, ako im je mogla biti na usluzi. Stoga se sve do svoje blažene smrti u Rimu 9. srpnja 1966. nije umarala poticati svoje časne sestre neka ponašanjem i žrtvom pokazuju kako se i u njima utjelovila Božja ljubav, dobrota i milosrđe.
Zaklada je službeno ustanovljena i predstavljena na 113. rođendan Bl. Marije Petković, 10. prosinca 2005. godine, u župi sv. Josipa, Zagreb, Trešnjevka.
Zakladu vode Sestre Družbe Kćeri Milosrđa. Upraviteljica Zaklade je časna sestra Agneta Juka.